# Ла-Ланд-сюр-Ер
Ла-Ланд-сюр-Ер (фр. La Lande-sur-Eure) — колишній муніципалітет у Франції, у регіоні Нормандія, департамент Орн. Населення — 167 осіб (2011).
Муніципалітет був розташований на відстані близько 115 км на захід від Парижа, 115 км на південний схід від Кана, 60 км на схід від Алансона.

## Історія
До 2015 року муніципалітет перебував у складі регіону Нижня Нормандія. Від 1 січня 2016 року належав до нового об'єднаного регіону Нормандія.
1 січня 2016 року Ла-Ланд-сюр-Ер, Лонні-о-Перш, Малетабль, Маршенвіль, Монсо-о-Перш, Мулісан, Неї-сюр-Ер i Сен-Віктор-де-Рено було об'єднано в новий муніципалітет Лонні-ле-Віллаж.

## Демографія
Динаміка населення (Insee ):
Розподіл населення за віком та статтю (2006):
| Стать | Всього | До 15 років | 15-24 | 25-44 | 45-64 | 65-85 | Понад 85 |
| --- | ------ | ----------- | ----- | ----- | ----- | ----- | -------- |
| Чоловіки | 86     | 21          | 8     | 20    | 8     | 29    | 0        |
| Жінки | 78     | 21          | 4     | 20    | 12    | 21    | 0        |
| \| Статево-вікова піраміда \| Статево-вікова піраміда \| Статево-вікова піраміда \| \| ----------------------- \| ----------------------- \| ----------------------- \| \| Чоловіки \| Вік \| Жінки \| \| 0 \| 85 + \| 0 \| \| 4 \| 80-84 \| 4 \| \| 4 \| 75-79 \| 0 \| \| 8 \| 70-74 \| 13 \| \| 13 \| 65-69 \| 4 \| \| 4 \| 60-64 \| 0 \| \| 0 \| 55-59 \| 4 \| \| 4 \| 50-54 \| 4 \| \| 0 \| 45-49 \| 4 \| \| 4 \| 40-44 \| 4 \| \| 8 \| 35-39 \| 8 \| \| 4 \| 30-34 \| 0 \| \| 4 \| 25-29 \| 8 \| \| 0 \| 20-24 \| 4 \| \| 8 \| 15-20 \| 0 \| \| 4 \| 10-14 \| 13 \| \| 13 \| 5-9 \| 0 \| \| 4 \| 0-4 \| 8 \| |        |             |       |       |       |       |          |
| Статево-вікова піраміда |        |             |       |       |       |       |          |
| Чоловіки | Вік    | Жінки       |       |       |       |       |          |
| 0 | 85 +   | 0           |       |       |       |       |          |
| 4 | 80-84  | 4           |       |       |       |       |          |
| 4 | 75-79  | 0           |       |       |       |       |          |
| 8 | 70-74  | 13          |       |       |       |       |          |
| 13 | 65-69  | 4           |       |       |       |       |          |
| 4 | 60-64  | 0           |       |       |       |       |          |
| 0 | 55-59  | 4           |       |       |       |       |          |
| 4 | 50-54  | 4           |       |       |       |       |          |
| 0 | 45-49  | 4           |       |       |       |       |          |
| 4 | 40-44  | 4           |       |       |       |       |          |
| 8 | 35-39  | 8           |       |       |       |       |          |
| 4 | 30-34  | 0           |       |       |       |       |          |
| 4 | 25-29  | 8           |       |       |       |       |          |
| 0 | 20-24  | 4           |       |       |       |       |          |
| 8 | 15-20  | 0           |       |       |       |       |          |
| 4 | 10-14  | 13          |       |       |       |       |          |
| 13 | 5-9    | 0           |       |       |       |       |          |
| 4 | 0-4    | 8           |       |       |       |       |          |

## Економіка
2010 року серед 122 осіб працездатного віку (15—64 років) 84 були активними, 38 — неактивними (показник активності 68,9%, у 1999 році було 67,1%). З 84 активних мешканців працювали 64 особи (33 чоловіки та 31 жінка), безробітними було 20 (11 чоловіків та 9 жінок). Серед 38 неактивних 9 осіб було учнями чи студентами, 16 — пенсіонерами, 13 були неактивними з інших причин.

У 2010 році в муніципалітеті числилось 78 оподаткованих домогосподарств, у яких проживали 183,0 особи, медіана доходів виносила 19 845 євро на одного особоспоживача